# MGM+
MGM+, anteriormente conhecido como Epix (pronunciado epics e estilizado como eᴘix), é uma rede de televisão americana a cabo e satélite premium pertencente à Metro-Goldwyn-Mayer. A programação do canal consiste em filmes recentes e antigos lançados no cinema, séries originais, documentários e especiais de música e comédia.
Lançado em outubro de 2009, o Epix é o mais jovem dos principais canais de televisão premium dos Estados Unidos, e atualmente é liderado pelo presidente Michael Wright. Desde que ingressou na rede em novembro de 2017, a Epix anunciou muitas novas séries, incluindo Godfather of Harlem estrelado por Forest Whitaker, Pennyworth, a história de origem do mordomo Alfred do Batman, Perpetual Grace, LTD estrelado por Ben Kingsley e Jimmi Simpson, Deep State, série não protegida Unprotected Cenário executivo produzido por Wanda Sykes e o retorno de The Contender.
Epix e, dependendo do transporte de qualquer um desses serviços, seus três canais multiplex são vendidos pela maioria dos distribuidores de programação de vídeo multicanal tradicionais, como serviços premium ou como parte de camadas de filmes digitais à la carte e por over-the-top MVPDs Sling TV (que inclui o multiplex Epix completo com Epix Drive-In disponível para todos os assinantes da base e os canais Epix restantes oferecidos como complemento premium) e PlayStation Vue (que oferece o serviço multiplex Epix Hits e seu vídeo em serviço de demanda como um complemento premium).

## História
O anúncio da formação do Epix aconteceu em 21 de abril de 2008, após negociações entre a Paramount Pictures, MGM e Lionsgate Entertainment, com a Showtime na compra de produção de novos filmes, com os pontos críticos que levaram à quebra de negociação de contrato ligada ao fracasso entre os estúdios e Showtime em concordar com compensações pela prestação do canal com os filmes. O contrato da Paramount Pictures, com a Showtime terminou em Janeiro de 2008, enquanto os da MGM e da Lionsgate acabaram no final  2008.
Em 28 de agosto de 2009, os assinantes da Verizon FiOS tiveram direito a uma prévia do canal.
O serviço de televisão por Epix lançado oficialmente em 30 de outubro de 2009, em sistemas de Verizon FiOS IPTV,. O primeiro programa ao ar no canal foi o concerto especial Madonna: Sticky & Sweet Tour - Live from Buenos Aires. O canal lançou Epix HD no mesmo dia da estréia.